# Tram-train Strasbourg - Bruche - Piémont des Vosges

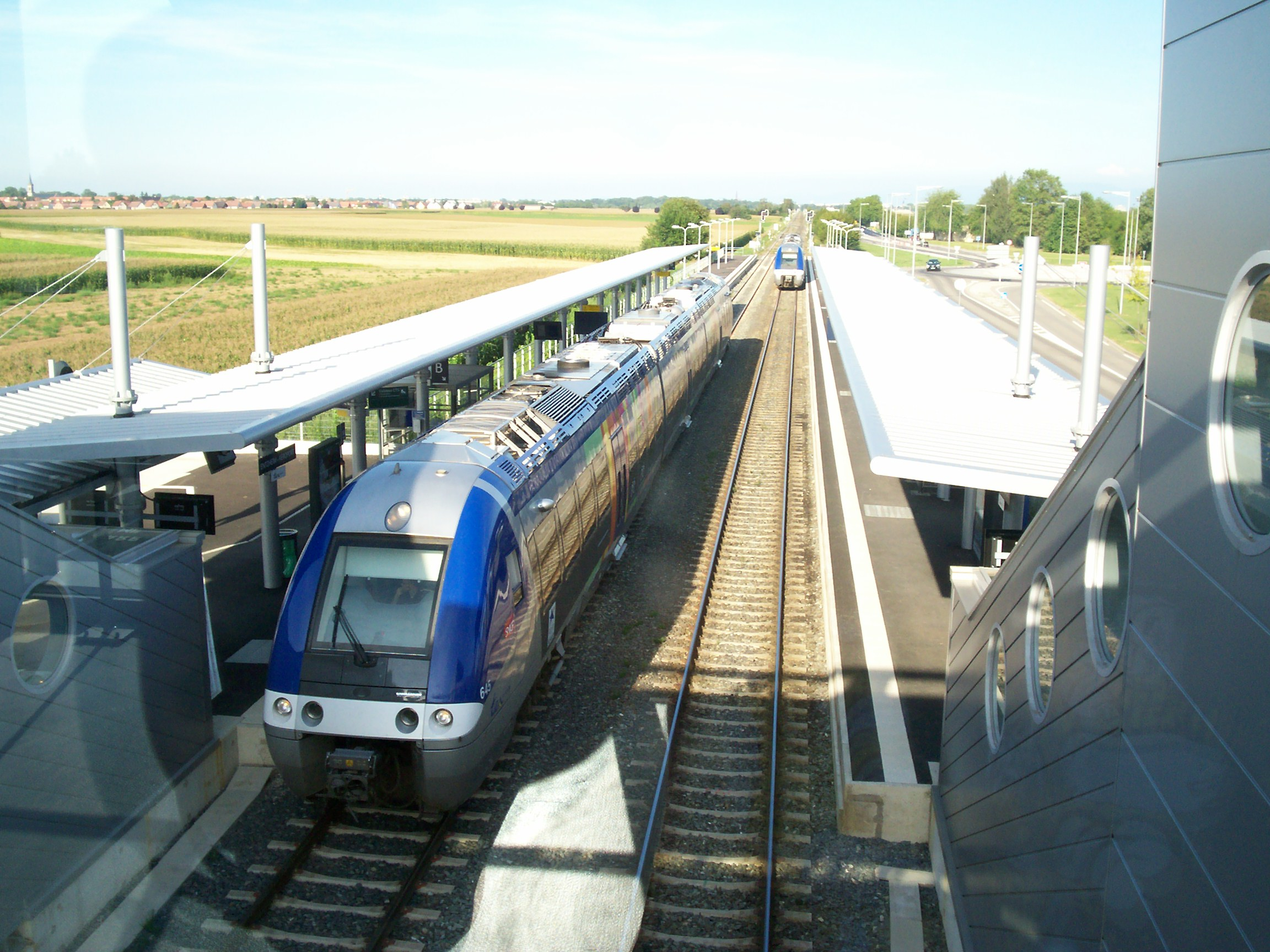
Er zouden alleen nog maar tramtreinen op het station Entzheim-Aéroport stoppen.

De Tram-train Strasbourg - Bruche - Piémont des Vosges is een geannuleerd tramtrein project uit de Elzas. De bedoeling was dat tegen 2016 de vallei van de Bruche en de uitlopers van de Vogezen verbonden zouden zijn met Straatsburg, en met name met de Luchthaven Straatsburg en de Europese instellingen. Verwacht werd dat de lijn 27.000 reizigers per dag ging vervoeren. In 2017 werd het project definitief afgeblazen.

## Het project
Ter ondersteuning van de ontwikkeling van de Vogezen en de vallei van de Bruche, en om files rond Straatsburg te verminderen, besloten de lokale gemeentes over te gaan tot de aanleg van een regionale tram. De lijn zou een totale lengte van 40 kilometer krijgen en over de sporen van TER Alsace gaan lopen, maar met een hogere frequentie. In Straatsburg zou de tram rijden op tramrails van het tramnetwerk naar Place d'Islande met een zijtak naar Robertsau Boecklin om de Europese instellingen te bereiken.
De tramtrein zou in totaal 39 stations bedienen:
- 24 gedeelde TER stations
- 15 gedeelde tramhaltes

Er zouden echter wel gewone treinen blijven rijden op het traject, voor directe diensten tussen Molsheim en Straatsburg.

## Station/Halteoverzicht
|  |   |   |   |  | Stations                 | Mode  | Plaatsen      | Overstappen                 |
|  | - | - | - |  | ------------------------ | ----- | ------------- | --------------------------- |
|  | • |   |   |  | Barr                     | Trein | Barr          | TER Alsace                  |
|  | • |   |   |  | Barr Lycée               | Trein | Barr          |                             |
|  | • |   |   |  | Gertwiller               | Trein | Gertwiller    |                             |
|  | • |   |   |  | Goxwiller                | Trein | Goxwiller     |                             |
|  | • |   |   |  | Obernai Sud              | Trein | Obernai       |                             |
|  | • |   |   |  | Obernai                  | Trein | Obernai       | TER Alsace                  |
|  | • |   |   |  | Obernai Europe           | Trein | Obernai       |                             |
|  | • |   |   |  | Obernai ZI               | Trein | Obernai       |                             |
|  | • |   |   |  | Bischoffsheim            | Trein | Bischoffsheim |                             |
|  | • |   |   |  | Rosheim                  | Trein | Rosheim       |                             |
|  | • |   |   |  | Dorlisheim               | Trein | Dorlisheim    |                             |
|  |   |   | • |  | Gresswiller              | Trein | Gresswiller   | TER Alsace                  |
|  |   |   | • |  | Mutzig                   | Trein | Mutzig        | TER Alsace                  |
|  |   |   | • |  | Molsheim Bruche          | Trein | Molsheim      |                             |
|  | • | • | • |  | Molsheim                 | Trein | Molsheim      | TER Alsace                  |
|  |   | • |   |  | Molsheim Est             | Trein | Molsheim      |                             |
|  |   | • |   |  | Dachstein                | Trein | Dachstein     |                             |
|  |   | • |   |  | Duttlenheim              | Trein | Duttlenheim   |                             |
|  |   | • |   |  | Duppigheim               | Trein | Duppigheim    |                             |
|  |   | • |   |  | Entzheim-Aéroport        | Trein | Entzheim      |                             |
|  |   | • |   |  | Holtzheim                | Trein | Holtzheim     |                             |
|  |   | • |   |  | Lingolsheim              | Trein | Lingolsheim   |                             |
|  |   | • |   |  | Route d'Eckbolsheim      | Trein | Straatsburg   |                             |
|  |   | • |   |  | Molkenbronn              | Trein | Straatsburg   |                             |
|  |   | • |   |  | Station Strasbourg-Ville | Tram  | Straatsburg   | Tramlijn A, B, C TER Alsace |
|  |   | • |   |  | Faubourg de Saverne      | Tram  | Straatsburg   | Tramlijn C                  |
|  |   | • |   |  | Homme de Fer             | Tram  | Straatsburg   | Tramlijn A, B, C, D, F      |
|  |   | • |   |  | Place Broglie            | Tram  | Straatsburg   | Tramlijn B, C, F            |
|  | • | • | • |  | République               | Tram  | Straatsburg   | Tramlijn B, C, E, F         |
|  |   |   | • |  | Parc du Contades         | Tram  | Straatsburg   | Tramlijn B, E               |
|  |   |   | • |  | Lycée Kléber             | Tram  | Straatsburg   | Tramlijn B, E               |
|  |   |   | • |  | Wacken                   | Tram  | Straatsburg   | Tramlijn B, E               |
|  |   |   | • |  | Parlement Européen       | Tram  | Straatsburg   | Tramlijn E                  |
|  |   |   | • |  | Droits de l'Homme        | Tram  | Straatsburg   | Tramlijn E                  |
|  |   |   | • |  | Robertsau Boecklin       | Tram  | Straatsburg   | Tramlijn E                  |
|  | • |   |   |  | Gallia                   | Tram  | Straatsburg   | Tramlijn C, E, F            |
|  | • |   |   |  | Université               | Tram  | Straatsburg   | Tramlijn C, E, F            |
|  | • |   |   |  | Observatoire             | Tram  | Straatsburg   | Tramlijn C, E, F            |
|  | • |   |   |  | Place d'Islande          | Tram  | Straatsburg   | Tramlijn F                  |

## Exploitatie

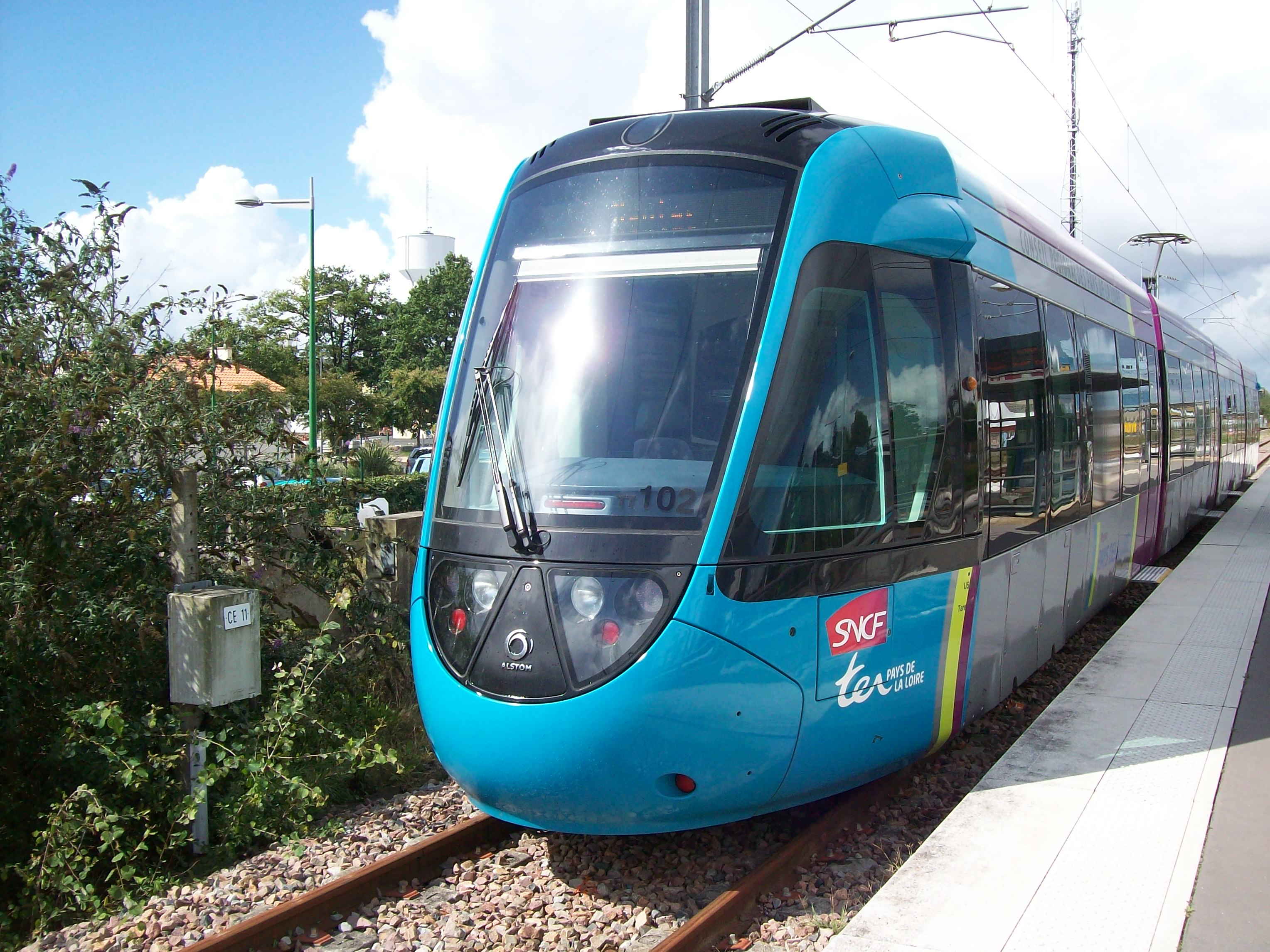
De Citadis Dualis.

Verwacht werd dat er in de spits deze diensten gaan rijden:
- Een stoptram elk half uur tussen het centrum van Straatsburg en Gresswiller.
- Een stoptram elk half uur tussen het centrum van Straatsburg en Barr.
- Een semidirecte tram-trein per uur tussen Straatsburg Gare Centrale en Molsheim, vervolgens stoptrein naar Gresswiller.
- Een semidirecte tram-trein per uur tussen Straatsburg Gare Centrale en Molsheim, vervolgens stoptrein naar Barr.

Alle trams zouden stoppen op station Entzheim-Aéroport, waardoor er zes trams per uur naar het vliegveld van Straatsburg zouden gaan. Buiten de spits zouden de semidirecte trams niet rijden.
Voor de exploitatie zou gebruik gemaakt worden van 10 à 12 Citadis Dualis Tram-trains, met een lengte van 42 meter en een breedte van 2,40 meter. De trams hebben een maximumsnelheid van 100 km/h en een aslast van slechts 11,5 ton. De trams hebben een hogere acceleratie vergeleken met de huidige treinen, en hebben een compleet lage vloer op 38 centimeter.